# Deokcheon-myeon
Deokcheon-myeon (koreanska: 덕천면) är en socken i stadskommunen Jeongeup i provinsen Norra Jeolla i den sydvästra delen av  Sydkorea, 220 km söder om huvudstaden Seoul.